# Igreja de São Mamede (Lisboa)
Igreja Paroquial de São Mamede que existia na antiga freguesia de São Mamede, em Lisboa, pelo menos desde 1190, situada na encosta do Castelo de São Jorge, na actual rua de São Mamede (ao Caldas), tendo sido transferida, em 1769, para o Vale do Pereiro, onde foi delimitado um novo território e construída uma nova sede paroquial, junto à Rua Nova de São Mamede.
Em 1782 começou a ser construída a nova igreja, para onde passou a sede paroquial em 1783, mas cujas obras se prolongaram por muito tempo.
Em 1861 finalmente está aberta ao culto.

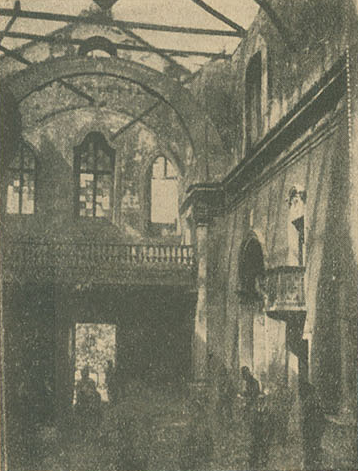
Aspecto do interior da igreja de São Mamede após o incêndio em 1921

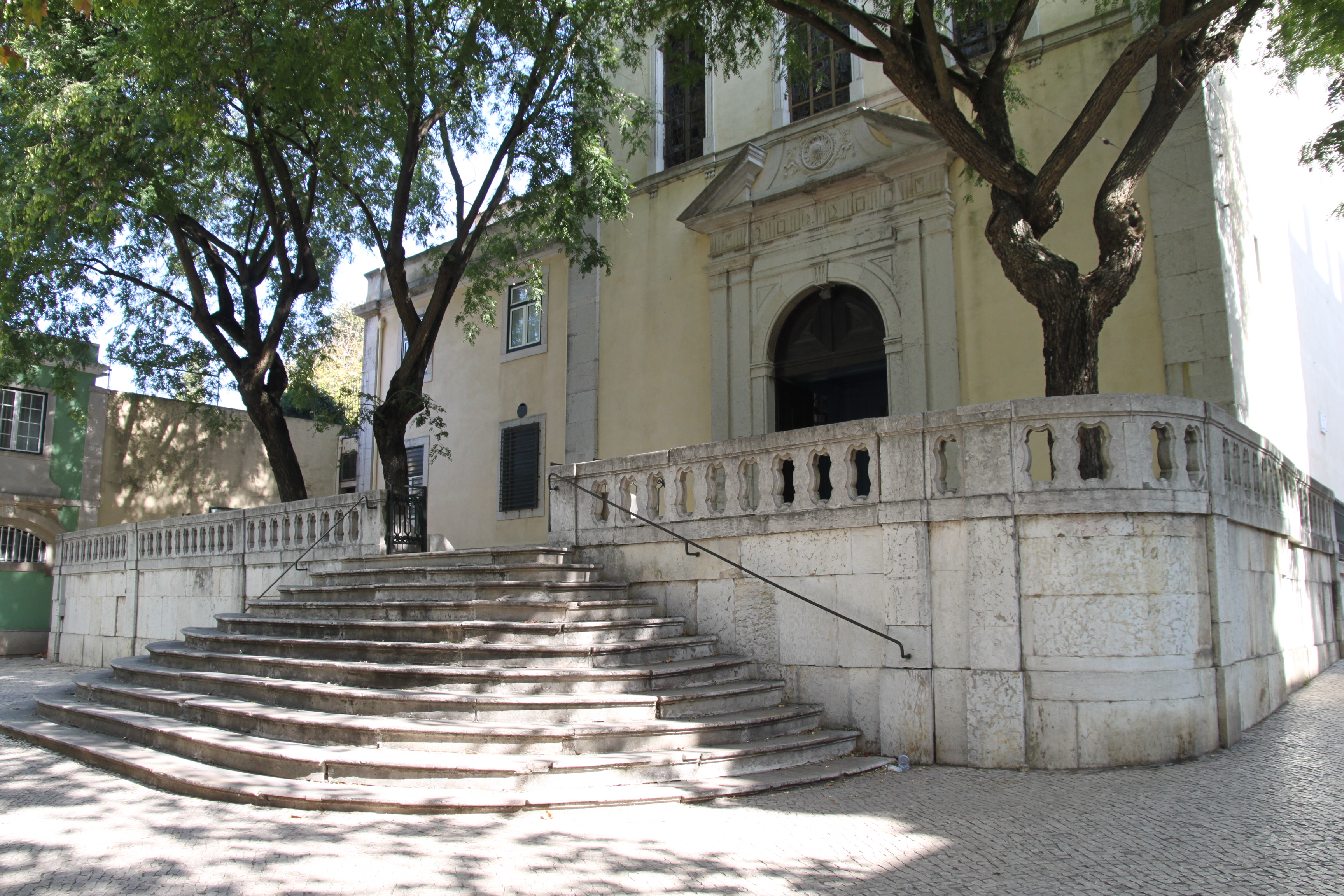
Igreja de São Mamede, em Lisboa

Em 1921, um incêndio destruiu-a completamente, logo reconstruída e reaberta ao culto em 1924.

## Outros dados
No codicilo do testamento de Vasco Lourenço de Almada, procurador do concelho de Lisboa (1381-1383) e inserido socialmente na freguesia de São Mamede, dita que por memória dos seus progenitores e da sua própria vida assegurava nessa mesma ocasião a instituição de uma capela na igreja de São Mamede a ser administrada por seu filho,